# Nepenthaceae (monografie, 1873)

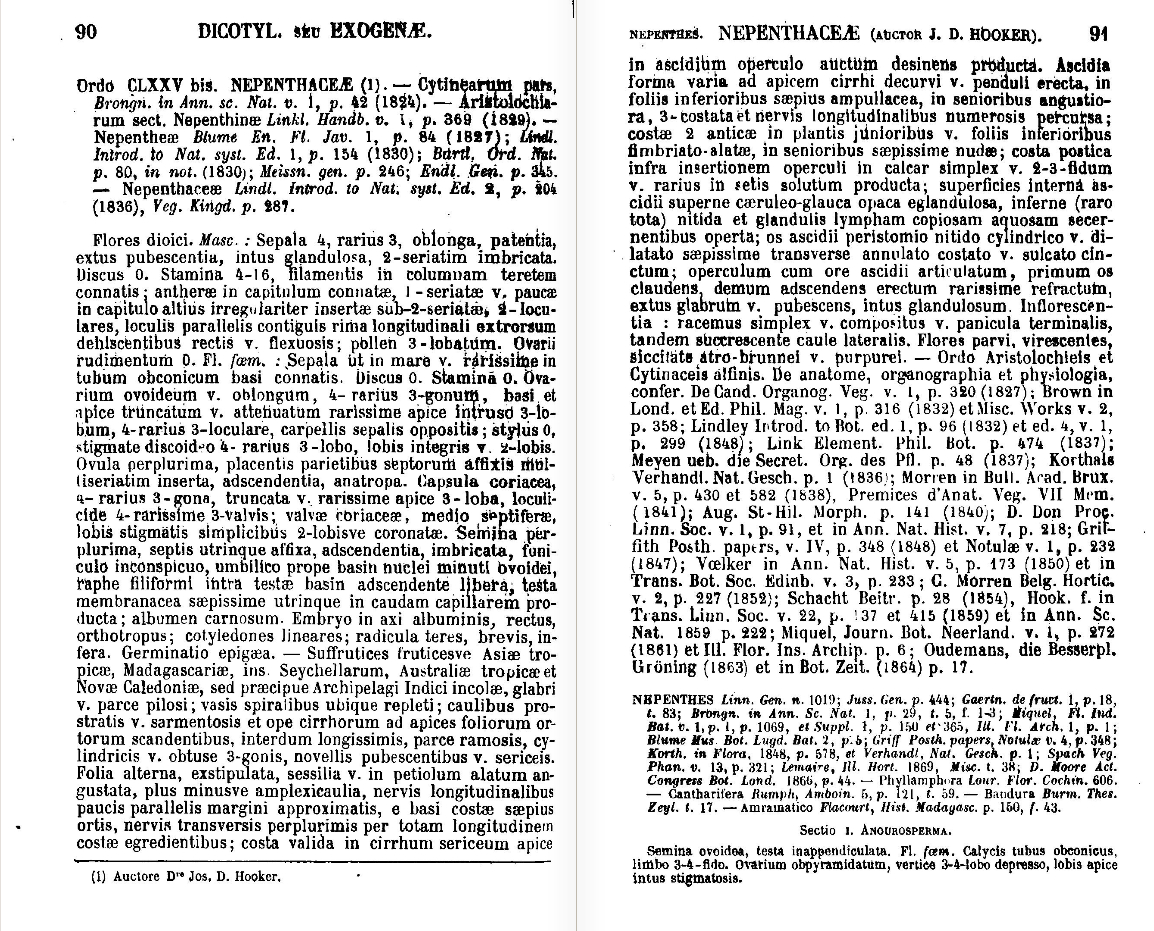
De eerste twee pagina's van de monografie

Nepenthaceae is een monografie van de Britse botanicus Joseph Dalton Hooker over Nepenthes, een geslacht van tropische bekerplanten. Met name soorten uit het noorden van Borneo worden in het werk behandeld. De monografie werd in 1873 gepubliceerd in het zeventiende en laatste deel van Augustin Pyramus de Candolle's Prodromus Systematis Naturalis Regni Vegetabilis.

## Inhoud
In zijn werk erkende Hooker 33 soorten. Hiervan beschreef hij er 7 voor het eerst, namelijk N. bicalcarata, N. celebica (later gesynomiseerd met N. maxima), N. echinostoma (later beschreven als een variëteit van N. mirabilis), N. hirsuta, N. khasiana, N. tentaculata en N. vieillardii.

### Soortenoverzicht
De volgende soorten werden in het werk beschreven:
1. N. alata
2. N. albomarginata
  1. var. villosa
3. N. ampullaria
4. N. bicalcarata
5. N. blancoi (synoniem N. alata)
6. N. bongso
7. N. boschiana
  1. var. lowii
  2. var. sumatrana
8. N. celebica
9. N. distillatoria
10. N. echinostoma
11. N. edwardsiana
12. N. eustachya
13. N. gracilis
14. N. hirsuta
15. N. kennedyana
16. N. khasiana
17. N. lowii
18. N. madagascariensis
19. N. maxima
20. N. melamphora
  1. var. haematamphora
  2. ? var. lucida
21. N. pervillei
22. N. phyllamphora (synoniem N. mirabilis)
  1. var. macrantha
23. N. rafflesiana
  1. var. glaberrima
  2. var. nivea
24. N. rajah
25. N. reinwardtiana
26. N. sanguinea
27. N. tentaculata
  1. ? var. "foliis basi longe decurrentibus"
28. N. teysmanniana
29. N. trichocarpa
  1. var. erythrosticta
30. N. veitchii
31. N. ventricosa
32. N. vieillardii
33. N. villosa

Nomen dubium
1. N. cristata (synoniem N. madagascariensis)

### Infragenerieke classificatie
Hooker splitste het geslacht Nepenthes in twee ondergeslachten. N. pervillei plaatste hij op basis van de afwijkende morfologie van de zaden in het monotypische Anurosperma; de overige soorten rekende hij tot Eunepenthes. In 1895 publiceerde de Oostenrijkse botanicus Günther Beck von Mannagetta und Lerchenau zijn monografie Die Gattung Nepenthes, waarin hij Eunepenthes verder verdeelde in de subgroepen Apruinosae, Pruinosae en Retiferae.